# Posejanka
Posejanka – wieś w Polsce położona w województwie podlaskim, w powiecie sejneńskim, w gminie Sejny. Leży przy drodze wojewódzkiej nr 663.
| SIMC    | Nazwa      | Rodzaj    |
| ------- | ---------- | --------- |
| 1011997 | Olszanka   | część wsi |
| 1012057 | Pomorzanka | część wsi |

## Historia
Wieś duchowna położona była w końcu XVIII wieku  w powiecie grodzieńskim województwa trockiego Wielkiego Księstwa Litewskiego.
W 1921 roku wieś liczyła 18 domów i 79 mieszkańców, w tym 57 staroobrzędowców i 22 katolików.
W latach 1975–1998 miejscowość administracyjnie należała do województwa suwalskiego.